# Brooten
Brooten è un comune degli Stati Uniti d'America, situato nello Stato del Minnesota, nella contea di Stearns e in parte nella contea di Pope.